# Bathyra
Bathyra is een geslacht van vlinders van de familie uilen (Noctuidae), uit de onderfamilie Pantheinae.

## Soorten
- B. chavannesi Felder, 1874
- B. sagata Walker, 1856